# Three Smart Girls
Three Smart Girls is een film uit 1936 onder regie van Henry Koster. Deze film maakte van Deanna Durbin een ster en het is de eerste waarin ze te zien is onder contract van Universal Studios.
De film gaat over drie zussen die hun gescheiden ouders weer bij elkaar willen brengen. Wanneer de vader een nieuwe baan krijgt, wordt dit nog een moeilijke klus.

## Rolverdeling
| Acteur            | Personage      |
| ----------------- | -------------- |
| Barbara Read      | Kay Craig      |
| Nan Grey          | Joan Craig     |
| Deanna Durbin     | Penny Craig    |
| Charles Winninger | Judson Craig   |
| Nella Walker      | Dorothy Craig  |
| Alice Brady       | Mrs. Lyons     |
| Ray Milland       | Michael Stuart |